# THE BEAUTiFUL PEOPLE
『THE BEAUTiFUL PEOPLE』（ザ・ビューティフル・ピープル）は、SiMの通算7枚目のアルバム（オリジナルアルバムとしては4枚目）。
2016年4月6日にユニバーサルミュージックから発売された。

## 概要
前作『i AGAINST i』から1年7か月ぶりのリリース。フルアルバムとしては『PANDORA』約2年半ぶり。アートワークは漫画家のカネコアツシ。
前作に続いてオリコントップ10入りを果たした。
またこのアルバムのツアーファイナルを10月16日に初の横浜アリーナで開催した。

## 収録曲
全曲　作詞：MAH、作曲・編曲：SiM
1. MAKE ME DEAD!
  - アルバムのリード曲。
  - PVが作成されていて、メンバーが徐々にゾンビになっていくというコンセプト。
2. NO FUTURE
3. THE KiNG
4. Abel and Cain
5. Paradox
6. If I Die
7. I DUB U
8. Dance In The Dark
9. GUNSHOTS
  - 3rdミニアルバム「i AGAINST i」に収録。
10. CROWS
  - 6thシングル「CROWS」に収録。
11. The Problem
12. EXiSTENCE
  - 5thシングル「ANGELS AND DEViLS」に収録。
13. Life is Beautiful